# Topónimos romanos na Espanha

Reorganização de Augusto em três províncias logo após as Guerras Cantábricas (69): Bética, Lusitânia e Tarraconense.

Para firmar o seu poderio na Península Ibérica (Hispânia), os romanos fundaram várias colónias  nesta região do seu império. Na Hispânia, o nome dado à Península Ibérica pelos romanos, estabeleceram-se povoadores pobres de origem italiana, em Medelin (Metelinense) e Cáceres (Norba Cesarina), Mérida (Augusta Emerita).

## Povoações
| Nome romano                        | Nome actual                                  | Observações                                                         |
| ---------------------------------- | -------------------------------------------- | ------------------------------------------------------------------- |
| Aracilo                            | Aradillos                                    |                                                                     |
| Astúrica Augusta                   | Astorga                                      |                                                                     |
| Augusta Emerita ou Augusta Emerita | Mérida                                       |                                                                     |
| Barcino                            | Barcelona                                    |                                                                     |
| Bécula                             | ?                                            | Aldeia perto de Santo Tomé (Jaén), conhecida pela batalha de Bécula |
| Brigécio                           | Benavente                                    |                                                                     |
| César Augusta                      | Saragoça                                     |                                                                     |
| Nova Cartago                       | Cartagena                                    |                                                                     |
| Córduba                            | Córdoba                                      |                                                                     |
| Flavionavia                        | próxima à actual Navia                       |                                                                     |
| Gades                              | Cádis                                        |                                                                     |
| Híspalis                           | Sevilha                                      |                                                                     |
| Ilerda                             | Lérida                                       |                                                                     |
| Ilici                              | Elche                                        |                                                                     |
| Ilíberis                           | Granada                                      |                                                                     |
| Itálica                            | Santiponce, a 9 km de Sevilha                |                                                                     |
| Julióbriga                         | ?                                            |                                                                     |
| Lância                             | próximo a Villasabariego                     |                                                                     |
| Lucento                            | Alicante                                     |                                                                     |
| Metelinense                        | Medelin                                      |                                                                     |
| Munda                              | ?                                            |                                                                     |
| Nardírio                           | ?                                            |                                                                     |
| Norba Cesarina                     | Cáceres                                      |                                                                     |
| Légio                              | Leão                                         |                                                                     |
| Luco Augusto                       | Lugo                                         |                                                                     |
| Pompelo                            | Pamplona                                     |                                                                     |
| Porto Amano                        | A romana Flavióbriga, actual Castro-Urdiales |                                                                     |
| Sabora                             | Cañete la Real (Málaga)                      |                                                                     |
| Porto Blêndio                      | Suances                                      |                                                                     |
| Salmântica                         | Salamanca                                    |                                                                     |
| Segisama Júlia                     | Sasamón                                      |                                                                     |
| Tarraco                            | Tarragona                                    |                                                                     |
| Toleto                             | Toledo                                       |                                                                     |
| Tricio Magalo                      | Tricio                                       |                                                                     |
| Vico Espacoro                      | Vigo                                         |                                                                     |
| Virgis                             | Berja                                        |                                                                     |

## Rios
- Bétis (antigo rio Tartessos) - Guadalquivir
- Astura - Esla